# Вотанікос
Вотанікос (грец. Βοτανικός) — район Афін, розташований через вулицю на захід від Священного шляху (Ιεράς οδος), який у давні часи вів у Елефсин. Межує із районами Академія Платона, Профітіс Даниїл, Асирматос та Като Петралона.
Свою назву район отримав за ботанічним садом, заснованим сільськогосподарською школою (пізніше Афінський аграрний університет).
Раніше район мав цілком індустріальне значення, і нині тут продовжують діяти великі підприємства. Не дивлячись на те, що Вотанікос вважається одним з найменш благополучних районів міста, в останні роки тут відкрито десятки нічних розважальних клубів.